# Mitsuru Ushijima
Mitsuru Ushijima (Kagoshima, 31 luglio 1887 – Isola di Okinawa, 22 giugno 1945) è stato un generale giapponese.

## Biografia
Ushijima era nativo della città di Kagoshima nella Prefettura di Kagoshima sull'isola di Kyūshū nel Giappone meridionale. Nel 1908 egli si diplomò all'Imperiale Accademia d'Esercito Giapponese e poi al Collegio di Guerra dell'Esercito giapponese nel 1916. Poco dopo il diploma venne assegnato alla corpo di spedizione giapponese durante l'Intervento in Siberia alla base di Vladivostok contro le forze rivoluzionarie bolsceviche. Dal 1933 al 1936 ebbe incarichi amministrativi al ministero della guerra giapponese per poi essere nominato dal 1936 al ruolo di comandante del 1º reggimento di fanteria dell'esercito giapponese, carica che mantenne sino al 1937.
Con lo scoppio della Seconda guerra sino-giapponese, Ushijima venne promosso al rango di generale di brigata e venne nominato comandante della 36ª brigata di fanteria. Egli venne richiamato in Giappone nel 1938 per divenire comandante della scuola di fanteria d'esercito di Toyama. Ad ogni modo, già dal 1939 Ushijima venne promosso al rango di generale di divisione ed ottenne nuovamente il comando sul campo a capo dell'11 divisione che operava nella Cina centrale, prendendo parte a molti scontri in Cina e nello Stato di Burma.
Tornò nuovamente in Giappone nel 1941 e venne assegnato al rango di comandante d'accademia sino al 1942 quando divenne comandante dell'Imperiale Accademia d'Esercito Giapponese ove rimase sino al 1944. Dal momento che la situazione bellica giapponese nell'ambito della Guerra del Pacifico continuava a peggiorare, Ushijima venne inviato sull'isola di Okinawa per prendere il controllo della 32ª armata composta da 120.000 uomini con l'incarico di difendere le isole Ryūkyū dall'invasione americana. La 32ª armata era composta della 9ª, 24ª e 62ª divisione e dalla 44ª brigata indipendente. Ushijima ottenne così il comando di tutte le forze dell'area sud del Giappone e pose la sua base al Castello di Shuri presso Naha. Egli si prodigò subito per grandi opere di difesa sull'isola malgrado i disaccordi col suo secondo, il generale Isamu Chō, ed il suo capo dello staff, il colonnello Hiromichi Yahara.
Dopo che una nuova azione offensiva guidata da Cho portò ad un massacro delle truppe giapponesi di fronte alle preponderanti truppe americane, Ushijima adottò nuove tattiche suggerite da Yahara ma anche questa linea si frammentò presto lasciando gruppi di posizioni difensive isolate le une dalle altre. Ushijima e Cho si ritirarono e il restante della 32ª armata venne lasciato sostanzialmente a sé stesso e molti soldati giapponesi dovettero arrendersi al nemico.
Ushijima rifiutò la proposta di resa propostagli dal generale Simon Buckner e anzi decise col generale Cho di togliersi la vita col suicidio rituale prima e col taglio della testa poi ad opera del suo aiutante di campo. Il colonnello Yahara venne invece catturato dalle forze americane in quanto egli aveva chiesto il permesso al suo superiore di suicidarsi, ma questi gliel'aveva negato asserendo che qualcuno sarebbe dovuto rimanere in vita a raccontare come veramente si erano svolti i fatti della battaglia di Okinawa. Yahara pubblicò infatti poi un libro dal titolo La Battaglia di Okinawa ove descrisse gli ultimi momenti del generale. Ushijima viene descritto da molti come pieno di grande umanità nei confronti dei suoi sottoposti e soprattutto come un amante dell'ordine e della disciplina non forzati dai suoni della frusta, ma dalla comprensione.